# Episodi di CSI: Miami (decima stagione)
La decima e ultima stagione della serie televisiva CSI: Miami, composta da 19 episodi, è stata trasmessa in prima visione assoluta sul canale statunitense CBS dal 25 settembre 2011 all'8 aprile 2012.
In Italia, la stagione è stata trasmessa in prima visione in chiaro da Italia 1 dal 4 settembre al 28 dicembre 2012.
| nº | Titolo originale            | Titolo italiano              | Prima TV USA      | Prima TV Italia   |
| -- | --------------------------- | ---------------------------- | ----------------- | ----------------- |
| 1  | Countermeasures (Part Two)  | Contromisure (seconda parte) | 25 settembre 2011 | 4 settembre 2012  |
| 2  | Stiff                       | Il cadavere                  | 2 ottobre 2011    | 4 settembre 2012  |
| 3  | Blown Away                  | Spazzati via                 | 9 ottobre 2011    | 14 settembre 2012 |
| 4  | Look Who's Taunting         | L'intoccabile                | 16 ottobre 2011   | 14 settembre 2012 |
| 5  | Killer Regrets              | Il killer leggendario        | 23 ottobre 2011   | 21 settembre 2012 |
| 6  | By the Book                 | Alla lettera                 | 30 ottobre 2011   | 21 settembre 2012 |
| 7  | Sinner Takes All            | Poker e morte                | 6 novembre 2011   | 28 settembre 2012 |
| 8  | Dead Ringer                 | Il mostro di Miami           | 13 novembre 2011  | 5 ottobre 2012    |
| 9  | A Few Dead Men              | Gli assassini della pineta   | 20 novembre 2011  | 12 ottobre 2012   |
| 10 | Long Gone                   | Col passare del tempo        | 4 dicembre 2011   | 19 ottobre 2012   |
| 11 | Crowned                     | Piccole miss                 | 11 dicembre 2011  | 26 ottobre 2012   |
| 12 | Friendly Fire               | Fuoco amico                  | 8 gennaio 2012    | 2 novembre 2012   |
| 13 | Terminal Velocity           | L'ultimo lancio              | 29 gennaio 2012   | 9 novembre 2012   |
| 14 | Last Straw                  | Punto di rottura             | 19 febbraio 2012  | 16 novembre 2012  |
| 15 | No Good Deed                | Buone azioni                 | 4 marzo 2012      | 23 novembre 2012  |
| 16 | Rest in Pieces              | Segreto di famiglia          | 11 marzo 2012     | 30 novembre 2012  |
| 17 | At Risk                     | In pericolo                  | 18 marzo 2012     | 7 dicembre 2012   |
| 18 | Law and Disorder (Part One) | Ricatti                      | 25 marzo 2012     | 21 dicembre 2012  |
| 19 | Habeas Corpse (Part Two)    | Sogno infranto               | 8 aprile 2012     | 28 dicembre 2012  |

## Contromisure (seconda parte)
- Titolo originale: Countermeasures
- Diretto da: Sam Hill
- Scritto da: Marc Dube e Barry O'Brien

### Trama
Horatio e Natalia sono in corsa contro il tempo per catturare i due latitanti fuggitivi Jack Toller e Randy North. La squadra riuscirà a catturare dapprima North e a usarlo poi come esca per Toller.
- Special guest star: Alana de la Garza
- Altri interpreti: Callum Keith Rennie, Natasha Henstridge, Ethan Embry, Will Rothhaar, Kirk 'Sticky Fingaz' Jones, Rachel Brosnahan, Maxim Knight
- Nota. Questo è il seguito dell'episodio In fuga (prima parte).

## Il cadavere
- Titolo originale: Stiff
- Diretto da: Gina Lamar
- Scritto da: Doreen J. Blauschild

### Trama
La squadra indaga sulla morte di un gigolò avvenuta in un albergo.
- Special guest star: Jordi Mollà
- Altri interpreti: Eric Winter, Christian Clemenson, Martha Higareda, Julia Campbell, Brian McNamara, Samantha Whittaker, Cyrus Farmer, Brandon Beemer

## Spazzati via
- Titolo originale: Blown Away
- Diretto da: Don Tardino
- Scritto da: Brian Davidson

### Trama
Il team indaga sull'omicidio di una ragazza, avvenuto poco prima dell'arrivo di un tornado in città. Questo metterà in grave pericolo Walter e Ryan.
- Altri interpreti: Jamie Bamber, Christian Clemenson, Chris Sheffield, Bernardo de Paula, Stephen Monroe Taylor, Louis Herthum, Valerie Dillman

## L'intoccabile
- Titolo originale: Look Who's Taunting
- Diretto da: Marco Black
- Scritto da: Krystal Houghton Ziv

### Trama
La squadra deve indagare sugli omicidi seriali di alcune ragazze a cui sono stati rimossi gli occhi. Il sospettato Esteban Navarro risulta però intoccabile, grazie alla protezione di suo padre Diego.
- Special guest star: Carlos Bernard (Diego Navarro), Ed Begley Jr.
- Altri interpreti: Kuno Becker (Esteban Navarro), Christian Clemenson, Emma Bell, Olivia Taylor Dudley, Todd Stashwick, Christopher Redman, Brad Greenquist

## Il killer leggendario
- Titolo originale: Killer Regrets
- Diretto da: Sam Hill
- Scritto da: Brett Mahoney

### Trama
Horatio aiuta la sceriffa messicana Anita Torres a indagare sull'omicidio di suo marito, morto nell'esplosione della sua auto. I Mala Noche sembrano collegati all'omicidio.
- Guest star: Kate del Castillo (Anita Torres), Ed Begley Jr.
- Altri interpreti: Robert LaSardo, Scott Patterson, Carlos Sanz, Marco James, Amber Lancaster

## Alla lettera
- Titolo originale: By the Book
- Diretto da: Gina Lamar
- Scritto da: Melissa Scrivner

### Trama
Il team indaga sulla morte di una donna che sembra essere stata uccisa da un vampiro.
- Special guest star: Johnathon Schaech, Diane Farr
- Altri interpreti: Orlando Jones, Christian Clemenson, Christopher Redman, Michael Ray Escamilla, Chad Todhunter

## Poker e morte
- Titolo originale: Sinner Takes All
- Diretto da: Larry Detwiler
- Scritto da: Michael McGrale e Greg Bassenian

### Trama
Un ladro armato irrompe nella stanza di un grattacielo dove si stava svolgendo un'importante partita di poker, lasciandosi dietro una vittima.
- Altri interpreti: Drea de Matteo, Christian Clemenson, Aldis Hodge, Marshall Allman, Ben Hollingsworth, Taylor Cole, Terry Maratos

## Il mostro di Miami
- Titolo originale: Dead Ringer
- Diretto da: Sam Hill
- Scritto da: Tamara Jaron

### Trama
La squadra trova un altro corpo di donna privo di occhi. Esteban Navarro, sospettato di essere il Mostro di Miami, però, per l'omicidio, ha un alibi di ferro fornitogli dalla polizia.
- Guest star: Kuno Becker (Esteban Navarro), Carlos Bernard (Diego Navarro), Ed Begley Jr.
- Altri interpreti: Christian Clemenson, Taylor Cole, Greg Cipes, Graham Shields, Olivia Taylor Dudley, Dwayne Adway, Danielle Bisutti

## Gli assassini della pineta
- Titolo originale: A Few Dead Men
- Diretto da: Don Tardino
- Scritto da: K. David Bena

### Trama
Il team indaga sull'omicidio di uno dei tre condannati, appena rilasciati di prigione, accusati 19 anni prima dell'omicidio di un bambino.
- Altri interpreti: David Andrews, Christian Clemenson, David Meunier, Susie Abromeit, Michele Greene, Mac Brandt, Scott Anthony Leet, Josh Coxx

## Col passare del tempo
- Titolo originale: Long Gone
- Diretto da: James D. Wilcox
- Scritto da: Barry O'Brien e Marc Dube

### Trama
Horatio indaga sulla sparizione di un'intera famiglia, collegata a un giro di narcotraffico.
- Altri interpreti: Jay Karnes, Jonathan Banks, Taylor Cole, Luke Kleintank, Cordelia Reynolds, Blake Shields

## Piccole miss
- Titolo originale: Crowned
- Diretto da: Gina Lamar
- Scritto da: Brett Mahoney e Krystal Houghton Ziv

### Trama
La madre di una delle bambine che partecipano a un concorso di bellezza viene ritrovata morta, uccisa dalla coroncina da reginetta della figlia Malrose. Si scoprirà che la madre della bimba è morta a causa di un incidente infatti la donna mentre cercava di spruzzare alla figlia dell'abbronzante la piccola continuava a saltellare sul letto e nel tentativo di farla smettere era scivolata cadendo accidentalmente sopra la coroncina lasciata sul letto dalla figlia rimanendo uccisa. Horatio decide di chiudere il caso senza che nessuno finisca in prigione essendo stato un incidente. Quando sembra finita una bambina partecipante del concorso viene rapita e Horatio e la sua squadra scoprono che il concorso è in realtà una diabolica trappola organizzata dal direttore del concorso che è in realtà un pedofilo che con l'aiuto della moglie pedofila usa il concorso come terreno per selezionare le sue vittime che rapisce e violenta. Callie scoperto ciò dopo aver sequestrato il cellulare della moglie pedofila del direttore l'arresta e Horatio la interroga duramente per farsi dire dove si trova il marito pedofilo. La donna rifiuta di parlare tentando di farsi passare per vittima del marito ma Horatio non si lascia ingannare e minaccia di farla rinchiudere tra le detenute comuni senza protezione e quando finirà in prigione le detenute scopriranno cosa ha fatto e per avere osato macchiarsi di crimini così aberranti la faranno a pezzi per rappresaglia. Terrorizzata la donna cede e gli rivela che il marito porta le sue vittime in un posto speciale di cui lei non è a conoscenza. Grazie all'aiuto della sorella di Malrose si scopre che la ragazza da bambina partecipava allo stesso concorso a cui la sorellina ha partecipato e che anche lei fu rapita e violentata dal direttore pedofilo infatti l'uomo la portò prima a casa sua in una prigione improvvisata per bambini per poi portarla in un cinema dove la legò a una sedia e le fece vedere un film cartone animato per tenerla buona per poi violentarla e successivamente lasciarla andare e lei represse il ricordo per cercare di dimenticare la terribile esperienza. Infatti si scopre che l'uomo da bambino fu rapito da un pedofilo che lo portò in un cinema e lo legò a una sedia e per tenerlo buono gli fece vedere un film cartone animato per poi violentarlo lasciandolo poi andare e a causa del trauma subito divenne a sua volta un pedofilo facendo alle sue vittime le stesse cose che lui subì anni prima dal suo aguzzino. Grazie alle informazioni ottenute dalla ragazza la squadra scopre che il posto speciale in cui l'uomo porta le sue vittime è un cinema chiuso e riescono a fermarlo prima che violenti la bambina. Ormai scoperto l'uomo tenta di fuggire e tenta di sparare a Horatio e nello scontro a fuoco Horatio ferisce il criminale che rimane appeso alla balconata del cinema. L'uomo implora Horatio di salvarlo promettendo di cambiare ma Horatio si rifiuta di aiutarlo e lo lascia cadere e il criminale muore sfracellandosi al suolo mentre la bambina che il pedofilo aveva rapito viene liberata da Natalia che la riporta a casa dalla madre.
- Altri interpreti: Kiersten Warren, Christian Clemenson, Nick Sandow, Taylor Cole, Larry Sullivan, Meredith Hagner, Aisha Hinds, Melissa Ponzio, Danielle Parker, Caitlin Carmichael

## Fuoco amico
- Titolo originale: Friendly Fire
- Diretto da: Sam Hill
- Scritto da: Tamara Jaron e Greg Bassenian

### Trama
Un genio miliardario, malato di cancro, viene trovato morto sulla sua terrazza, colpito da un proiettile futuristico da lui creato.
- Altri interpreti: Sendhil Ramamurthy, Christian Clemenson, Michael O'Neill, Taylor Cole, Leonard Roberts, Malese Jow, Wes Ramsey, Amy Gumenick

## L'ultimo lancio
- Titolo originale: Terminal Velocity
- Diretto da: Sylvain White
- Scritto da: Robert Hornak e Brian Davidson

### Trama
La scientifica indaga sulla morte sospetta di un paracadutista schiantatosi al suolo. L'uomo era un donatore di seme e così i sospetti si concentrano sui suoi 103 figli.
- Altri interpreti: Elisabeth Röhm, David Warshofsky, Grant Gustin, Jacqueline McKenzie, Romy Rosemont, Brian J. White, Ron Melendez, Javier Grajeda, Spencer Locke

## Punto di rottura
- Titolo originale: Last Straw
- Diretto da: Bill Gierhart
- Scritto da: Melissa Scrivner e Michael McGrale

### Trama
Il ritrovamento di un cavallo sporco di sangue porta la squadra sulle tracce del cadavere di una donna impiccata a un albero. Si scoprirà che la vittima è legata a una confraternita femminile. Successivamente un'altra donna, anch'ella legata alla confraternita, verrà uccisa all'interno di una lampada abbronzante.
- Guest star: Jill Flint (Elle Toring), Bo Derek
- Altri interpreti: Christian Clemenson, Taylor Cole, Travis Van Winkle, Michael Lombardi, James Eckhouse, Tiffany Dupont

## Buone azioni
- Titolo originale: No Good Deed
- Diretto da: Matt Earl Beesley
- Scritto da: Grace DeVuono

### Trama
Un uomo per bene dedito alle buone azioni viene ucciso, venendo investito da un motoscafo. I sospetti della squadra si concentrano su tutte le persone che compivano azioni fuori dalla legge e da lui denunciate.
- Altri interpreti: Patrick Breen, Christian Clemenson, Taylor Cole, Matt Angel, Reshma Shetty, Joel Murray, Cassidy Freeman, Ryan McPartlin, Danny Nucci, Wes Ramsey, Wolfgang Bodison, Diego Serrano

## Segreto di famiglia
- Titolo originale: Rest in Pieces
- Diretto da: Sam Hill
- Scritto da: Marc Dube e Barry O'Brien

### Trama
Il ritrovamento di un terzo cadavere di donna privo di occhi e del suo ragazzo ferito, nella spiaggia dei Navarro, porta nuovamente i sospetti a concentrarsi su Esteban. La squadra scavando nella sabbia, inoltre, trova anche i resti di un altro uomo morto da tempo. Il maggiore sospettato di questo nuovo omicidio diventa così Diego, padre di Esteban.
- Special guest star: Kuno Becker (Esteban Navarro), Carlos Bernard (Diego Navarro), Raquel Welch (Vina Navarro)
- Guest star: Christian Clemenson, Richard Herd, Olivia Taylor Dudley, Wes Ramsey, Danielle Bisutti

## In pericolo
- Titolo originale: At Risk
- Diretto da: Adam Rodríguez
- Scritto da: Adam Rodríguez

### Trama
La squadra indaga sulla morte del manutentore di uno stadio da tennis, sbranato da un cane rabbioso. La vittima era intervenuta per salvare il coach Larry Hopper, anch'esso aggredito dal cane e rinchiuso dentro le docce.
- Altri interpreti: Matthew Glave, Christian Clemenson, Taylor Cole, Travis Caldwell, Ignacio Serricchio, Aml Ameen, Dawnn Lewis, Ty Panitz, Jodi Harris, Rebecca Lowman

## Ricatti
- Titolo originale: Law and Disorder (Part One)
- Diretto da: Allison Liddi Brown
- Scritto da: Michael McGrale e Greg Bassenian

### Trama
Il team indaga sulla morte di una giornalista, avvelenata da un sicario nel bagno di un locale. Il principale sospettato e mandante Stafford riesce però a far cadere le accuse grazie al suo avvocato corrotto Darren Vogel. Le indagini inizieranno così a rivolgersi verso l'avvocato.
- Special guest star: Malcolm McDowell (Darren Vogel)
- Altri interpreti: Richard Burgi, Christian Clemenson, Taylor Cole, Ryan McPartlin, Zack Ward, Katrina Law, Danielle Bisutti, Tory Kittles

## Sogno infranto
- Titolo originale: Habeas Corpse (Part Two)
- Diretto da: Sam Hill
- Scritto da: Barry O'Brien e Marc Dube

### Trama
Ryan viene sospettato dell'omicidio del sostituto procuratore Josh Avery, fidanzato di Samantha. Horatio e la squadra dovranno indagare per scoprire il reale svolgimento dei fatti e il modo nel quale potrebbe essere coinvolto l'avvocato Vogel. Mentre tutti festeggiano la risoluzione del caso, Calleigh riesce ad adottare Austin e Patty North.
- Special guest star: Malcolm McDowell (Darren Vogel)
- Altri interpreti: Christian Clemenson, Taylor Cole, Ryan McPartlin, Jamie Harris, Judith Scott, Wes Ramsey, Ty Panitz